# Српска научна телевизија
Српска Научна Телевизија (СНТВ) је непрофитна и недобитна телевизијска станица цивилног друштва основана са циљем да наука, култура и образовање добију своје заслужено место у медијском простору Србије. СНТВ се бави популаризацијом науке, културе и уметности, едукацијом и информисањем, при чему посебну пажњу поклања промоцији домаћих научних институција и установа културе, као и достигнућима научника и уметника из Србије. Са радом је почела 2012. године као пројекат Комитета знања Србије.
Ново име телевизије је ТВ Бреинз или TV Brainz.

## Програм
Програм Српска научне телевизије преносе скоро сви кабловски оператери у Србији: СББ, ИПТВ Телеком Србија, Пошта НЕТ КДС, Радијус Вектор, Орион Телеком, Мтел, м:тел, НетТВ, МадНет, ЕксеНет и многи други. Осим Србије, програм је доступан и у Црној Гори, Босни и Херцеговини и Македонији, као и путем интернета.

## Редакција
Централна редакција Српске научне телевизије се налази у Београду у Устаничкој улици број 64. Осим овог главног уредништва, телевизија има дописништва у Крушевцу, Нишу, Новом Саду и Чачку. Главни и одговорни уредник је Живојин Петровић, али тим СНТВ чине млади академци, активисти, ентузијасти, волонтери и професионалци, школовани за рад у електронским медијима.

## Емисије
Српска научна телвизија ради на ради на популаризацији образовања, науке, културе и уметности и информисању са акцентом на српске научне институције и установе културе, као и на достигнућа српских научника и уметника.
Неке од редовних емисија телевизије су:
- Научне вести - сваког дана Научне вести пружају информације о најновијим достигнућима из области науке, технологије, културе и уметности.
- Недељна доза здравља - емисија посвећена медицини и здравом животу. Емисија пружа гледаоцима одговоре на бројна питања везана за здрав начин живота, превенцију, како препознати проблем и коме се обратити.
- На каучу – емисија посвећена психологији и психијатрији. У емисији се прекривају бројне теме из ових области: депресија, болести зависности, фобије, мушко – женски односи...
- Енгеџет – емисија која се бави представљањем најновијих вести из света нових технологија, интервјуе и прилоге са највећих светских сајмова као и најновија технолошка достигнућа из области мобилне телефоније, програмирања и дигиталне индустрије.
- Научник дана – емисија приказује животе и рад највећих научних умова, који су оставили неизбрисив траг у историји науке.
- Компас – емисија посвећена Земљи.[7]
- Млади научници Србије – емисија о младим научницима Србије који су постигли завидне резултате из различитих научних области.
- Хисториа – емисија о историји у којој гледаоци имају прилику да сазнају многе занимљиве податке и чињенице везане како за српску историју тако и за светску.
- Анимус – емисија о психологији.
- Футура – емисија која се бави проблемима очувања животне средине.
- Панта пита – едукативна емисија намењена деци и омладини која на интересантан начин пружа одговоре на разна питања.[8]
- Универзитетска предавања - предавања са најпрестижнијих универзитета широм света: Кембриџ, Јејл, Колумбија само су неки од универзитета који представљају своја предавања.
- Експерименти професора Крампфа – емисија која прати професора Крампфа како прави разне огледе.
- Кан академија – стручњаци са чувене Кан академије организују курсеве из физике, хемије, историје, уметности и многих других области.
- Са квантне тачке – емисија посвећена разним темема и областима физике.
- Времеплов – емисија у којој се свакога дана износи зашто је тај датум значајан и шта се све у историји десило тог дана.
- Знање Србије – емисија посвећена најновијим технолошким достигнућима, патентима, истраживањима, открићима и пројектима наших научника, доктора и студената – великих талената, људи са знањем, умећем и идејама у Србији.
- Портрети код Ивана – академски сликар Иван Коцић црта портрете јавних личности докле разговара са њима.
- Научни универзум – серијал који се бави занимљивим чињеницама и пружа увид у свет науке.
- Културишка – емисија посвећена култури Србије у којој се пружају вести са културно-уметничке сцене и представљају нови таленти из света сликарства, музике, глуме и књижевности.[9]

## Сарадња
Српска научна телевизија има сарадњу са бројним компанијама, научним и едукативним институцијама. Неке од њих су: Универзитет у Београду, Српска академија наука и уметности, Факултет драмских уметности, Стробери енерџи, Министарство културе и информисања Републике Србије, Центар за промоцију науке, Српска академија иновационих наука, Амбасада Јапана у Србији, Универзитет Колумбија, МИТ, Русија данас, Први образовни канал Русије, Дјук Универзитет, Кан Академија, Теслина научна фондација–Филаделфија, Лукоил Србија, Никон, Енгеџет, Стаклено звоно, Висока школа електротехнике и рачунарства струковних студија Београд, Академија уметности, Менса Србија, Министарство трговине, туризма и телекомуникација Републике Србије, Заједница института Србије, Делта Фондација, Универзитет уметности у Београду, Факултет уметности Универзитета у Приштини, Амбасада Швајцарске у Србији, Народна библиотека Србије, Астрономско удружење "Еурека", Министарство просвете, науке и технолошког развоја Републике Србије и многи други.